# Melitta Bentz
Amalie Auguste Melitta Bentz (nascida Amalie Auguste Melitta Liebscher; Dresden, 31 de janeiro de 1873 — Porta Westfalica, 29 de junho de 1950) foi a inventora do filtro de café em 1908.

## Vida pessoal
Melitta nasceu em Dresden, na Alemanha, filha de um editor e vendedor de livros. Seus avós eram donos de uma cervejaria, o que a levou a desenvolver seu senso de responsabilidade e dever com a família.
Casou-se com Johannes Emil Hugo Bentz, com quem teve dois filhos, Willy e Horst e 1899 e 1904, respectivamente. Em 1911, nasceria Herta.

## A invenção do filtro

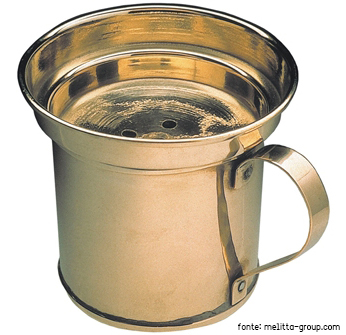
Primeiro filtro de café feito de caneca de latão.

Como dona de casa, Melitta sabia que os percoladores de café eram propensos a preparar o café em excesso, que as máquinas de café expresso da época tendiam a deixar resíduos na bebida e os filtros de saco de linho eram cansativos de limpar. Melitta então experimentou diversas técnicas, quando teve uma ideia bem simples e genial: ela fez pequenos furos no fundo de uma caneca de latão para transformá-lo em um tipo de peneira, depois utilizou um pedaço de papel borrão do caderno escolar do seu filho Willy e assim, inventa o primeiro filtro de café. Sem resíduos e mais fraco, o café ganhou o gosto da família. Melitta decidiu criar seu próprio negócio.
O Serviço Imperial de Patentes da Alemanha lhe concedeu uma em 20 de junho de 1908 e em 15 de dezembro do mesmo ano a companhia entrou com um pedido de registro comercial. Depois de contratar um ferreiro para manufaturar os equipamentos, a empresa vendeu 1.200 filtros de café em uma feira em Leipzig, em 1909.
Seu marido Hugo e seus filhos Horst e Willy foram seus primeiros empregados. Em 1910, a companhia ganhou uma medalha de ouro na Feira Internacional de Saúde e uma medalha de prata da Associação Proprietários Saxões. Quando a Primeira Guerra Mundial eclodiu, medalhas foram requisitadas para a construção de um zepelim, seu marido Hugo foi convocado na Romênia, papéis foram racionados e importar grãos de café se tornou impossível com o bloqueio britânico, destruindo a moral da empresa. Durante os anos da guerra, Melitta sustentou a família vendendo caixas de papelão.

## Segunda Guerra Mundial

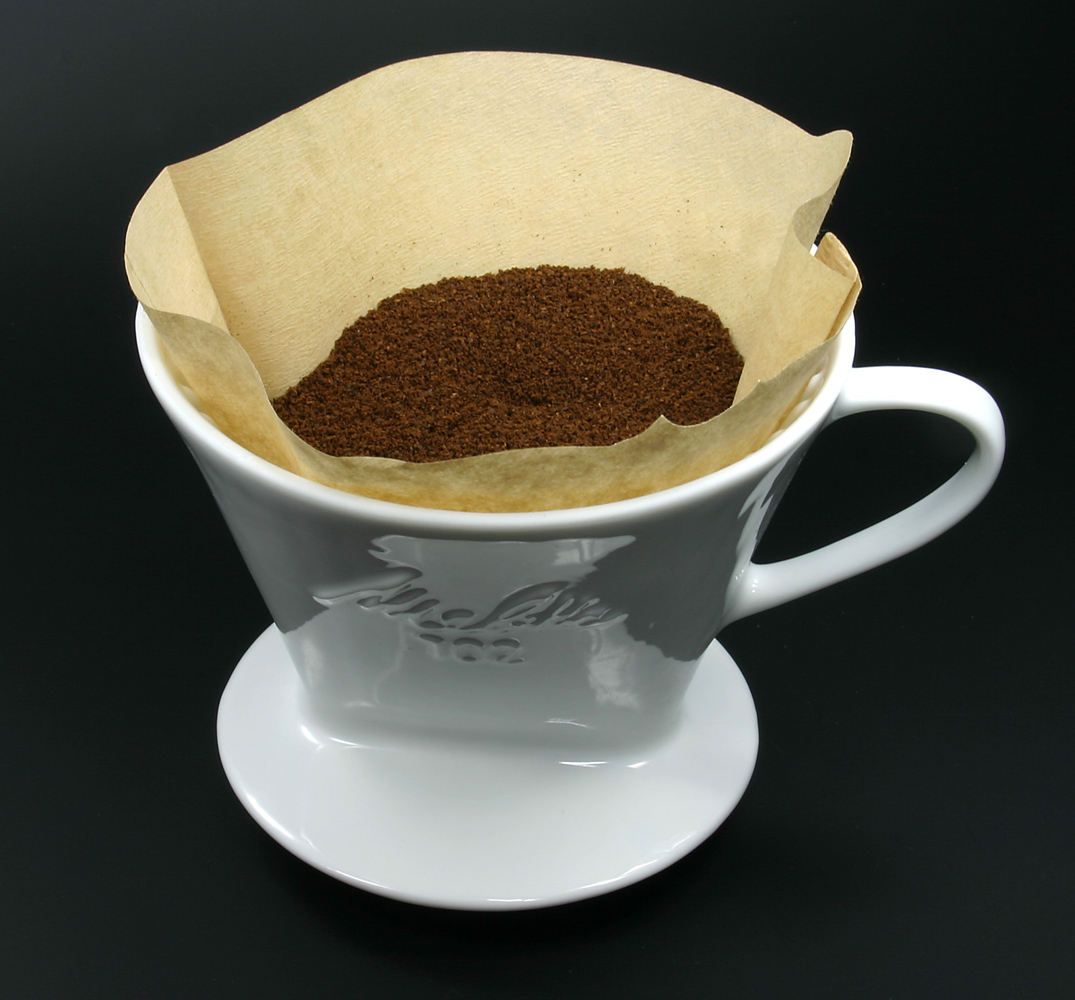
Filtro para café da Melitta.

A expansão contínua da empresa fez o negócio mudar de endereço várias vezes em Dresden. Em 1928, a demanda por seus produtos era tão alta que 80 funcionários trabalhavam em jornada dupla. Como não havia instalações industriais satisfatórias na cidade, a empresa mudou-se para Minden, em 1929, região da Vestfália, época em que a empresa produziu cerca de 100 mil filtros de café.
Seu marido presidia a empresa, chamada de "Bentz & Sohn," em 1930. Melitta transferiu suas ações da empresa para Horst e Willy em 1932, mas se manteve na empresa, assegurando-se que os empregados fossem bem tratados, recebessem bônus de Natal, tendo aumentado os dias de férias de 6 para 15 dias e reduzindo a semana de trabalho para 5 dias. Ela acabou criando o Sistema “Melitta Aid”, um fundo social da empresa para os empregados.
Com a eclosão da Segunda Guerra Mundial, a produção parou e a empresa foi ordenada a produzir produtos que ajudassem no esforço de guerra. Como fim dos conflitos, os trabalhadores foram realocados para velhas fábricas, quartéis, até mesmo pubs, pois os suprimentos da fábrica principal foram requisitados pela administração provisória para as tropas aliadas, que durou por 12 anos. Em 1948, a produção de filtros e papel foi retomada.

## Morte
Melitta faleceu em 29 de junho de 1950, aos 77 anos. Na época, a empresa valia cerca de 4.7 milhões de marcos alemães, cerca de 2.4 bilhões de euros hoje.

## Legado
Os bisnetos de Melitta, Thomas e Stephen Bentz, ainda controlam a empresa, cuja sede ainda é em Minden, contando com 3 mil empregados em cinquenta filiais pelo mundo.